# Khanun
Khanun byl tajfun, který na začátku srpna roku 2023 zasáhl východní části Asie. Nejprve se prohnal Japonskem, kam přinesl intenzivní deště, a poté zasáhl Jižní Koreu. Přípravy na odvrácení možných škod způsobené tajfunem se realizovaly i v Severní Koreji (KLDR).
V Jižní Koreji zasáhl vítr ostrov Čendžu a provincii Kjongsan, kde vítr dosahoval maximální rychlosti až 90 kilometrů za hodinu. Na pobřeží ve východních částech Korey napršelo místy až 60 milimetrů srážek. V zemi úřady zrušily více než tři stovky leteckých spojů a deseti tisícům lidí nařídili evakuaci. V té době se zde konalo světové skautské setkání, tzv. jamboree, jehož se účastnilo na 40 tisíc lidí. Původně bylo naplánováno od 1. do 12. srpna a Českou republiku na něm reprezentovalo 420 skautů a skautek. Nejprve je sužovala vedra, kdy se teplota pohybovala mezi 33 a 38 stupni Celsia, jež pak 10. srpna vystřídala bouře. Skauti kvůli ní museli být evakuováni. Čeští účastníci setkání se přesunuli na vojenskou základnu, kde jim jejich skautští hostitelé připravili náhradní program.